# Архітекторська вулиця (Київ)
Архіте́кторська ву́лиця — вулиця в Солом'янському районі міста Києва, місцевість Олександрівська слобідка. Пролягає від вулиці Андрія Головка до Народної вулиці. 
Прилучаються Теремківський та Караїмський провулки.

## Історія
Вулиця виникла в 1-й чверті XX століття під назвою Павлівський провулок. Сучасна назва — з 1944 року.